# Xylostiba monilicornis
Xylostiba monilicornis är en skalbaggsart som först beskrevs av Leonard Gyllenhaal 1810.  Xylostiba monilicornis ingår i släktet Xylostiba, och familjen kortvingar. Arten är reproducerande i Sverige.